# Grande Prêmio da Europa de 2006
Resultados do Grande Prêmio da Europa de Fórmula 1 realizado em Nürburgring em 7 de maio de 2006. Quinta etapa da temporada, foi vencido pelo alemão Michael Schumacher, da Ferrari, com Fernando Alonso em segundo pela Renault e Felipe Massa em terceiro, também pela Ferrari.

## Resumo
- Primeiro pódio de Felipe Massa.
- Primeira corrida: Franck Montagny.

## Pilotos de sexta-feira
| Construtor          | N° | Piloto           |
| ------------------- | -- | ---------------- |
| Williams-Cosworth   | 35 | Alexander Wurz   |
| Honda               | 36 | Anthony Davidson |
| Red Bull-Ferrari    | 37 | Robert Doornbos  |
| BMW Sauber          | 38 | Robert Kubica    |
| Midland-Toyota      | 39 | Adrian Sutil     |
| Toro Rosso-Cosworth | 40 | Neel Jani        |
| Super Aguri-Honda   | -  | nenhum           |

## Classificação da prova

### Treinos classificatórios
| Pos.   | Nº | Piloto               | Equipe              | Q1       | Q2       | Q3       | Grid |
| ------ | -- | -------------------- | ------------------- | -------- | -------- | -------- | ---- |
| 1      | 1  | Fernando Alonso      | Renault             | 1:31.138 | 1:30.336 | 1:29.816 | 1    |
| 2      | 5  | Michael Schumacher   | Ferrari             | 1:31.235 | 1:30.013 | 1:30.028 | 2    |
| 3      | 6  | Felipe Massa         | Ferrari             | 1:31.921 | 1:30.732 | 1:30.407 | 3    |
| 4      | 11 | Rubens Barrichello   | Honda               | 1:31.671 | 1:30.469 | 1:30.754 | 4    |
| 5      | 3  | Kimi Räikkönen       | McLaren-Mercedes    | 1:31.263 | 1:30.203 | 1:30.933 | 5    |
| 6      | 12 | Jenson Button        | Honda               | 1:31.420 | 1:30.755 | 1:30.940 | 6    |
| 7      | 8  | Jarno Trulli         | Toyota              | 1:31.809 | 1:30.733 | 1:31.419 | 7    |
| 8      | 4  | Juan Pablo Montoya   | McLaren-Mercedes    | 1:31.774 | 1:30.671 | 1:31.880 | 8    |
| 9      | 9  | Mark Webber          | Williams-Cosworth   | 1:31.712 | 1:30.892 | 1:33.405 | 191  |
| 10     | 17 | Jacques Villeneuve   | BMW Sauber          | 1:31.545 | 1:30.865 | 1:36.998 | 92   |
| 11     | 7  | Ralf Schumacher      | Toyota              | 1:31.470 | 1:30.944 |          | 10   |
| 12     | 10 | Nico Rosberg         | Williams-Cosworth   | 1:32.053 | 1:31.194 |          | 221  |
| 13     | 2  | Giancarlo Fisichella | Renault             | 1:31.574 | 1:31.197 |          | 11   |
| 14     | 14 | David Coulthard      | Red Bull-Ferrari    | 1:31.742 | 1:31.227 |          | 12   |
| 15     | 16 | Nick Heidfeld        | BMW Sauber          | 1:31.457 | 1:31.422 |          | 13   |
| 16     | 20 | Vitantonio Liuzzi    | Toro Rosso-Cosworth | 1:32.651 | 1:31.728 |          | 14   |
| 17     | 15 | Christian Klien      | Red Bull-Ferrari    | 1:32.901 |          |          | 15   |
| 18     | 19 | Christijan Albers    | Midland-Toyota      | 1:32.936 |          |          | 16   |
| 19     | 21 | Scott Speed          | Toro Rosso-Cosworth | 1:32.992 |          |          | 17   |
| 20     | 18 | Tiago Monteiro       | Midland-Toyota      | 1:33.658 |          |          | 18   |
| 21     | 22 | Takuma Sato          | Super Aguri-Honda   | 1:35.239 |          |          | 20   |
| 22     | 23 | Franck Montagny      | Super Aguri-Honda   | 1:46.505 |          |          | 21   |
| Fonte: |    |                      |                     |          |          |          |      |

- † Mark Webber e Nico Rosberg trocaram os motores, e foram punidos com a perda de dez posições.  Largaram em 19° e 22° posições respectivamente.

### Corrida
| Pos.   | Nº | Piloto               | Construtor          | Voltas | Tempo/Diferença | Grid | Pontos |
| ------ | -- | -------------------- | ------------------- | ------ | --------------- | ---- | ------ |
| 1      | 5  | Michael Schumacher   | Ferrari             | 60     | 1:35:58.765     | 2    | 10     |
| 2      | 1  | Fernando Alonso      | Renault             | 60     | + 3.751         | 1    | 8      |
| 3      | 6  | Felipe Massa         | Ferrari             | 60     | + 4.447         | 3    | 6      |
| 4      | 3  | Kimi Räikkönen       | McLaren-Mercedes    | 60     | + 4.879         | 5    | 5      |
| 5      | 11 | Rubens Barrichello   | Honda               | 60     | + 1:12.586      | 4    | 4      |
| 6      | 2  | Giancarlo Fisichella | Renault             | 60     | + 1:14.116      | 11   | 3      |
| 7      | 10 | Nico Rosberg         | Williams-Cosworth   | 60     | + 1:14.565      | 22   | 2      |
| 8      | 17 | Jacques Villeneuve   | BMW Sauber          | 60     | + 1:29.364      | 9    | 1      |
| 9      | 8  | Jarno Trulli         | Toyota              | 59     | + 1 volta       | 7    |        |
| 10     | 16 | Nick Heidfeld        | BMW Sauber          | 59     | + 1 volta       | 13   |        |
| 11     | 21 | Scott Speed          | Toro Rosso-Cosworth | 59     | + 1 volta       | 17   |        |
| 12     | 18 | Tiago Monteiro       | Midland-Toyota      | 59     | + 1 volta       | 18   |        |
| 13     | 19 | Christijan Albers    | Midland-Toyota      | 59     | + 1 volta       | 16   |        |
| Ret    | 7  | Ralf Schumacher      | Toyota              | 52     | Motor           | 10   |        |
| Ret    | 4  | Juan Pablo Montoya   | McLaren-Mercedes    | 52     | Motor           | 8    |        |
| Ret    | 22 | Takuma Sato          | Super Aguri-Honda   | 45     | Pane hidráulica | 20   |        |
| Ret    | 23 | Franck Montagny      | Super Aguri-Honda   | 29     | Pane hidráulica | 21   |        |
| Ret    | 12 | Jenson Button        | Honda               | 28     | Motor           | 6    |        |
| Ret    | 15 | Christian Klien      | Red Bull-Ferrari    | 28     | Câmbio          | 15   |        |
| Ret    | 9  | Mark Webber          | Williams-Cosworth   | 12     | Pane hidráulica | 19   |        |
| Ret    | 14 | David Coulthard      | Red Bull-Ferrari    | 2      | Acidente        | 12   |        |
| Ret    | 20 | Vitantonio Liuzzi    | Toro Rosso-Cosworth | 0      | Acidente        | 14   |        |
| Fonte: |    |                      |                     |        |                 |      |        |

## Tabela do campeonato após a corrida
| Pos.   | Piloto               | Pontos |
| ------ | -------------------- | ------ |
| 1      | Fernando Alonso      | 44     |
| 2      | Michael Schumacher   | 31     |
| 3      | Kimi Räikkönen       | 23     |
| 4      | Giancarlo Fisichella | 18     |
| 5      | Felipe Massa         | 15     |
| Fonte: |                      |        |

| Pos.   | Construtor       | Pontos |
| ------ | ---------------- | ------ |
| 1      | Renault          | 62     |
| 2      | Ferrari          | 46     |
| 3      | McLaren–Mercedes | 38     |
| 4      | Honda            | 19     |
| 5      | BMW Sauber       | 11     |
| Fonte: |                  |        |

- Nota: Somente as primeiras cinco posições estão listadas.